# Urban Hamid
Urban Jamal Abdul Hamid, född 26 maj 1957 i Stockholm, är en svensk reporter och journalist från Aftonbladet som rapporterar från Bagdad i Irak. Han har följt med Irakkriget ända sedan starten 2003 och rapporterar fortfarande[när?] därifrån.